# Fred: The Show
Fred: The Show ist eine US-amerikanische Jugend-Sitcom, die zum ersten Mal am 16. Januar bis zum 3. August 2012 beim US-Sender Nickelodeon ausgestrahlt wurde und 24 Folgen umfasst. Schöpfer und Hauptdarsteller ist Lucas Cruikshank, der die Rolle des Fred schon in seiner Webserie spielte. Die Serie basiert auf den Filmen Fred: The Movie und Fred 2: Night of the Living Fred, bei denen die gleichen Darsteller mitgespielt hatten. Die Serie wurde nach einer Staffel eingestellt, Cruikshank übernahm im November 2012 die Hauptrolle in der Serie Marvin Marvin.
Die deutschsprachige Erstausstrahlung begann am 12. November 2012 bei Nickelodeon Schweiz. Auf Nickelodeon Deutschland ist die Serie seit dem 14. Januar 2013 zu sehen.

## Handlung
Die Serie dreht sich um das tägliche Leben des 16 Jahre alten Fred Figglehorn. In jeder Folge bringt er sich durch ein Missgeschick in eine schwierige Lage, was er dann ausbaden muss. Dabei sind oft sein Erzfeind Kevin, seine verrückte Mutter sowie seine beste Freundin Bertha involviert. Charakteristisch für Fred ist seine extrem hohe Stimme.

## Figuren
Fred Figglehorn ist der 16-jähriger Hauptdarsteller der Serie. Er ist hyperaktiv, unausgeglichen und hat eine schräge Stimme. Er hat einen Hauptantagonisten namens Kevin, der ihn immer mobbt. Er ist mit Bertha befreundet.
Kevin Dawg ist Freds Erzfeind. Er schikaniert oft Fred. Sein bester Freund heißt Diesel. Er war mal mit Holly zusammen.
Bertha ist Freds Nachbarin und Freundin. Sie trägt oft verrückte Klamotten.
Mrs. Figglehorn ist Freds Mutter. Sie ist betrunken und unhöflich, aber sie kümmert sich oft liebevoll um Fred.

## Besetzung

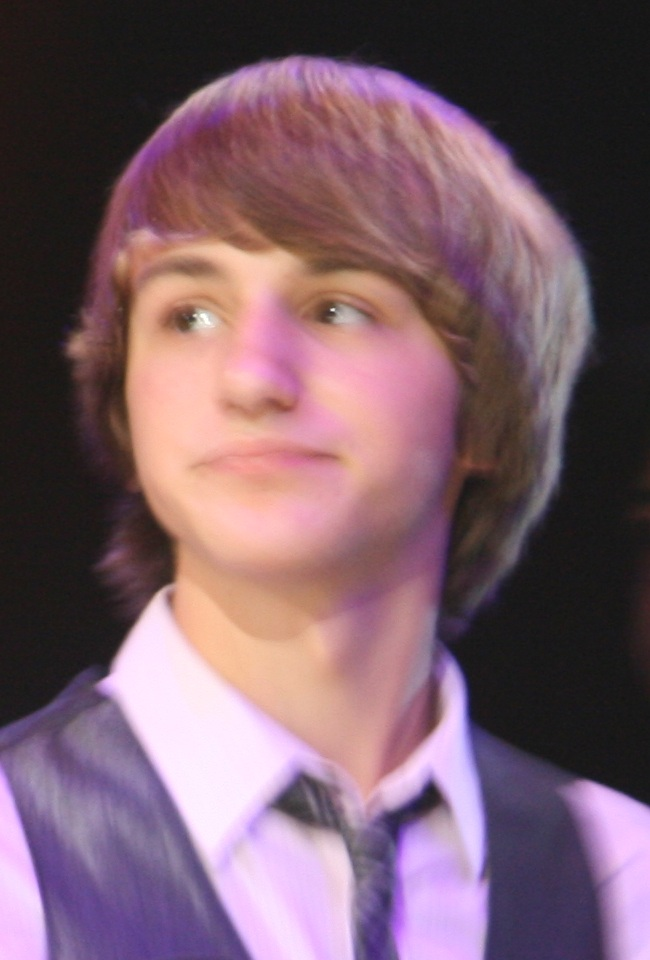
Lucas Cruikshank spielt Fred

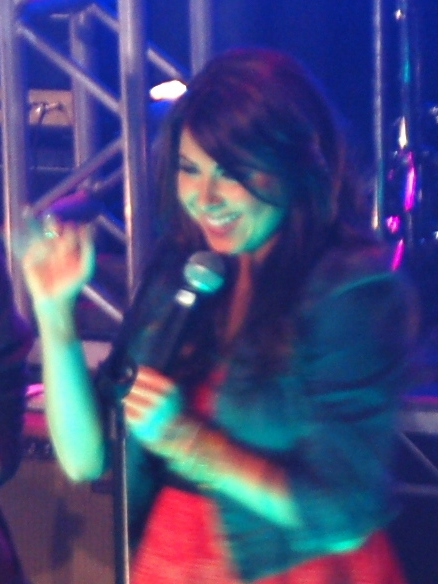
Daniella Monet spielt Bertha

Die deutsche Synchronisation erfolgt durch die Synchronfirma EuroSync GmbH in Berlin, wobei Mike Betz Dialogregie führt.

### Hauptrollen
| Rolle                                               | Darsteller           | Synchronsprecher |
| --------------------------------------------------- | -------------------- | ---------------- |
| Bagel Fredrick Fred Figglehorn/Derf/Fredo/Evil Fred | Lucas Cruikshank     | Konrad Bösherz   |
| Bertha, Freds beste Freundin                        | Daniella Monet       | Magdalena Turba  |
| Kevin Dawg                                          | Jake Weary           | Fabian Heinrich  |
| Hilda Figglehorn, Freds Mutter/Großmutter           | Siobhan Fallon Hogan | Martina Treger   |
| Mrs. Dawg, Kevins Mutter                            | Stephanie Courtney   |                  |

### Nebenrollen
| Rolle                    | Darsteller         | Synchronsprecher       |
| ------------------------ | ------------------ | ---------------------- |
| Freds imaginärer Vater   | John Cena          | Michael Deffert        |
| Diesel                   | Carlos Knight      | Julius Jellinek        |
| Starr                    | Rachel Crow        | Anne Helm              |
| Mr. Vandenburg           | Steve Hytner       | Hans-Jürgen Dittberner |
| Mrs. Haberstan           | Pat Crawford Brown | Eva-Maria Werth        |
| The Expired Cow          | Alan Ritchson      | Johannes Berenz        |
| Steve the Talking Cookie | Shayne Topp        | Robin Kahnmeyer        |
| Nicolette                | Kate Brochu        |                        |
| Freds bester Freund      | Ryan Potter        | Christian Zeiger       |
| Holly                    | Gracie Dzienny     | Esra Vural             |
| Mr. May                  | Tom Yi             | Frank Röth             |
| Ms. Kovack               | Kim Gatewood       | Andrea Solter          |
| Kevins Freund            | Talon Reid         |                        |
| Eloise                   | Tessa Netting      | Marie Bierstedt        |
| Talia Dawg               | Ariel Winter       |                        |
| Freds Lehrerin           | Diane Delano       | Katharina Lopinski     |
| Bert                     | Jeff Doucette      | Frank Ciazynski        |
| Floyd                    | Tom Arnold         |                        |
| Judy                     | Pixie Lott         |                        |
| Bankräuber               | Alex Solowitz      | Martin Kautz           |
| Mr. Jake Devlin          | Seth Morris        | Michael Iwannek        |

## Episoden
| Staffel | Episoden | Erstausstrahlung (USA) | Erstausstrahlung (USA) | Erstausstrahlung (Schweiz) | Erstausstrahlung (Schweiz) |
| Staffel | Episoden | Staffelpremiere        | Staffelfinale          | Staffelpremiere            | Staffelfinale              |
| ------- | -------- | ---------------------- | ---------------------- | -------------------------- | -------------------------- |
| 1       | 24       | 16. Januar 2012        | 3. August 2012         | 12. November 2012          | 15. Februar 2013           |

## Kritik
Wie auch der Film Fred: The Show wurde die Serie scharf kritisiert. Common Sense Media gab der Serie einen von fünf möglichen Sternen und fasste, Fred: The Show biete „mehr von derselben Absurdität des unausstehlichen Youtube-Stars“ (englisch „More of the same absurdity from obnoxious YouTube star“). Trotz der negativen Kritiken erreichte die Serie bei ihrer Premiere 3,7 Millionen Zuschauer. Die Quoten sanken mit der zweiten Folge auf nun mehr 2,4 Millionen.

## Internationale Ausstrahlung
| Nickelodeon              | Vereinigte Staaten            | 20. Februar 2012  | Fred: The Show               | Fred: The Show | Fred: The Show | Fred: The Show | Fred: The Show |
| Nickelodeon              | Mexiko Brasilien              | 4. August 2012    | El Show de Fred Fred: O Show |                |                |                |                |
| Nickelodeon              | Philippinen                   | 9. August 2012    | Fred: The Show               |                |                |                |                |
| Nickelodeon Australia    | Australien                    | 17. August 2012   | Fred: The Show               |                |                |                |                |
| Nickelodeon UK & Ireland | Vereinigtes Königreich Irland | 7. September 2012 | Fred: The Show               |                |                |                |                |
| Nickelodeon Canada       | Kanada                        | 7. September 2012 | Fred: The Show               |                |                |                |                |
| Nickelodeon Schweiz      | Schweiz                       | 12. November 2012 | Fred: The Show               |                |                |                |                |
| Nickelodeon Deutschland  | Deutschland                   | 14. Januar 2013   | Fred: The Show               |                |                |                |                |
| Nickelodeon Austria      | Österreich                    | 14. Januar 2013   | Fred: The Show               |                |                |                |                |